# Fanteria dello spazio
Fanteria dello spazio (Starship Troopers) è un romanzo di fantascienza di Robert A. Heinlein pubblicato per la prima volta nel 1959.
Insignito del Premio Hugo nel 1960, è considerato una pietra miliare del filone della space opera militare. Su di esso sono liberamente basati tre film, due serie animate e vari giochi.

## Storia editoriale
Robert Heinlein è stato uno degli autori di fantascienza più venduti degli anni '40 e '50, insieme a Isaac Asimov e Arthur C. Clarke erano noti come i "tre grandi" che hanno dominato la fantascienza statunitense. 
A differenza degli altri, Heinlein sostenne fermamente il sentimento anticomunista dell'era della guerra fredda nei suoi scritti. 
Heinlein prestò servizio nella US Navy per cinque anni dopo essersi laureato all'United States Naval Academy nel 1929;
la sua esperienza militare ha influenzato profondamente la sua narrativa.
Ad un certo punto tra il 1958 e il 1959, Heinlein mise da parte il romanzo che sarebbe diventato Straniero in terra straniera e scrisse Starship Troopers. 
La sua motivazione derivava in parte dalla rabbia per la decisione del presidente degli Stati Uniti Dwight Eisenhower di sospendere i test nucleari statunitensi e per i test che i sovietici fecero subito dopo. 
Nel suo libro del 1980 Expanded Universe, Heinlein ha affermato che un annuncio pubblicato il 5 aprile 1958 su un giornale dal National Committee for a Sane Nuclear Policy, che chiedeva una sospensione unilaterale dei test sulle armi nucleari da parte degli Stati Uniti, aveva suscitato in lui il desiderio di scrivere Starship Troopers.
Heinlein e sua moglie Virginia fondarono la Patrick Henry League nel tentativo di creare sostegno al programma di test nucleari degli Stati Uniti.
Heinlein ha dichiarato di aver utilizzato il romanzo per chiarire le sue opinioni militari e politiche.
Come molti libri di Heinlein, Starship Troopers fu completato in poche settimane.
Originariamente era stato scritto come un romanzo per ragazzi per la casa editrice di New York Scribner, che in precedenza aveva pubblicato con successo diversi romanzi di questo tipo scritti da Heinlein;
questa volta però il manoscritto fu rifiutato, spingendo Heinlein a porre fine alla sua collaborazione con l'editore e a riprendere a scrivere libri con temi per adulti. Gli studiosi hanno suggerito che il rifiuto di Scribner fosse basato su obiezioni ideologiche al contenuto del romanzo, in particolare al suo trattamento del conflitto militare.
Starship Troopers fu pubblicato per la prima volta in due puntate, in forma ridotta e con il titolo di Starship Soldier, nei numeri di ottobre e novembre 1959 di The Magazine of Fantasy and Science Fiction e nel dicembre di quello stesso anno in volume rilegato da G. P. Putnam's Sons.
Un redattore capo della Putnam, Peter Israel, acquistò il manoscritto e approvò le revisioni che lo resero più commerciabile per gli adulti; alla domanda se fosse rivolto a bambini o adulti, rispose durante una conferenza di vendita "Lasciamo che siano i lettori a decidere a chi piace".
Il romanzo uscì per la prima volta in italiano il 25 febbraio 1962, nella collana fantascientifica Urania. È stato più volte ripubblicato, con la medesima traduzione, anche coi titoli Starship Troopers - Fanteria dello spazio e col titolo originale Starship Troopers.

## Trama
Juan "Johnny" Rico è un giovane appartenente a una ricca famiglia, che decide di non lavorare nell'azienda del padre e di partire volontario come fante spaziale.
La storia si articola nel suo iter militare, dalla vita durissima nei centri di addestramento reclute in Nord America, alla prima linea nello spazio, dove nel frattempo l'Umanità è appena entrata in guerra con una razza di extraterrestri aracnoidi ostili. Oltre agli eventi bellici sono riportati spaccati della vita sulla Terra e su altri pianeti.
Le battaglie affrontate da Juan, non solo fisiche ma prevalentemente psicologiche, lo trasformeranno da frivolo diciottenne in un comandante competente e responsabile.

## Personaggi
- Juan "Johnnie" Rico: soldato in carriera della Fanteria Spaziale Mobile
- Jean V. Dubois: insegnante di storia e filosofia morale, ex-tenente colonnello della Fanteria Spaziale Mobile, mutilato di guerra
- Charlie Zim: non madrelingua inglese, sergente maggiore, comandante di compagnia ed istruttore presso il centro addestramento reclute della Fanteria Spaziale Mobile, ex sottoposto di Dubois.
- Raszak: tenente e comandante di squadrone "Rompicollo di Raszak" ("Raszak Roughnecks") della Fanteria Spaziale Mobile
- Jelal: soprannominato "Gelatina" ("Jelly" in Inglese), turco, sergente della Fanteria Spaziale Mobile, sottoposto di Raszak

## Ambientazione

### Società
Nel corso della narrazione la filosofia e l'organizzazione della società ideata da Heinlein per il romanzo è presentata, oltre che dagli avvenimenti, anche in lezioni di storia e filosofia seguite da Juan durante il suo addestramento e a scuola (queste ultime in forma di flashback).
La sua originalità ben riflette le idee iconoclaste e anticonformiste in campo sociale e politico dell'autore, espresse anche in altri romanzi, e ha suscitato veementi controversie nel pubblico e nella critica. Anche in questo caso l'esposizione delle idee dell'autore è sostanzialmente affidata a un personaggio, il professore delle scuole superiori Jean V. Dubois, che promuove e asseconda una presa di coscienza da parte del protagonista.
L'impostazione sociale e legislativa esistente è il risultato della riorganizzazione dopo una guerra mondiale svoltasi almeno un secolo prima. La struttura è quindi presentata come stabile da molto tempo.
La Federazione Terrestre in cui vive Juan è cosmopolita, senza alcuna suddivisione in stati (l'origine filippina del protagonista trapela nelle ultime pagine) e comprende la Terra e altri pianeti. La forma di governo è basata su una sorta di meritocrazia non-ereditaria e autoselezionata, in cui tutti i residenti godono di un notevole grado di libertà in campo economico, sessuale, di parola, ecc. ma non della piena cittadinanza, requisito per godere dell'elettorato attivo, dell'elettorato passivo e della possibilità di insegnare storia e filosofia. L'origine di tale sistema risale alla decisione di alcuni veterani, nel periodo di caos postbellico, di riservare a sé stessi le decisioni importanti, in particolare a partire dal giudizio e dall'esecuzione di commilitoni che si erano macchiati di crimini.
La cittadinanza è appannaggio esclusivo di chi ha svolto il Servizio Federale volontario per la durata minima prevista di due anni. Heinlein presenta alcune delle possibilità del Servizio Federale, che non è obbligatoriamente militare: oltre alle principali armi e corpi militari, esso contempla la ricerca scientifica, opere pubbliche su altri pianeti e persino fare da cavia a nuovi farmaci, ove il candidato non sia proficuamente utilizzabile in nessun altro compito. Durante tale periodo di servizio volontario, l'aspirante cittadino è asservito anima e corpo alla protezione e al bene della Federazione. È possibile interrompere il servizio in qualsiasi momento, con l'unico effetto di una permanente esclusione dai diritti politici attivi e passivi.
Essendoci perfetta uguaglianza di sessi e di etnia, tutti i volontari maggiorenni possono partecipare con pari opportunità. Il Servizio è un diritto incondizionato di tutti, a prescindere dalla loro idoneità a compiti specifici. In un passaggio che riguarda il reclutamento, un medico spiega al protagonista che l'unico motivo di inidoneità al servizio federale è l'incapacità di comprendere il significato del giuramento da prestare. In tempo di pace i richiedenti vengono abitualmente scoraggiati da truculente descrizioni dei pericoli e delle difficoltà del servizio.
Malgrado ciò, il regime politico del romanzo non può essere considerato un regime militarista in senso stretto, in quanto l'esercizio dei diritti inerenti alla cittadinanza è sospeso sino al termine del Servizio Federale e per chi scelga al termine di entrare a farne parte stabilmente come membro di carriera, ad esempio come ufficiale. Quindi ai militari in servizio attivo sono preclusi sia le cariche elettive (e quindi il potere), sia il diritto di voto.
Secondo la dottrina, un individuo che abbia scelto volontariamente di completatare almeno due anni di Servizio Federale è, per auto-selezione, meglio dotato di senso di responsabilità pubblica e dunque "più probabilmente idoneo" all'esercizio dei diritti politici attivi e passivi. Un elettore così selezionato avrebbe maggiori probabilità di esercitare responsabilmente il diritto di voto, in quanto avrebbe dimostrato nella pratica di essere pronto a pagare personalmente un prezzo non indifferente (due anni della propria vita) per conquistarlo. Analogamente, un candidato a una carica elettiva avrebbe maggiori probabilità di dimostrarsi un efficace servitore della cosa pubblica in quanto avrebbe già dimostrato di essere disposto a mettersi fisicamente al servizio della società. Questo tema ricorre più volte nelle opere di Heinlein sotto l'acronimo TANSTAAFL (There Ain't No Such Thing As A Free Lunch): letteralmente, "non esistono pasti gratis"; figurativamente, solo ciò che viene acquisito con fatica e sacrificio ha un reale valore per l'individuo. L'autore critica quindi apertamente il principio dell'attribuzione universale, "per diritto di nascita", dei diritti politici.
Il libro condanna esplicitamente il militarismo tipico delle ideologie totalitaristiche del XX secolo, alle quali l'opera di Heinlein è stata assimilata da alcuni critici. La coscrizione obbligatoria e la totale subordinazione dell'individuo allo Stato sono giudicate assurde e deleterie: il senso del dovere e la disposizione all'esercizio delle responsabilità di cittadino non possono essere imposti, né prezzolati, né indotti con la propaganda e l'indottrinamento, pena il rigetto. Essi nascono spontaneamente in determinati individui: il sistema del Servizio Federale volontario viene presentato come un criterio meritocratico semplice ed efficace nel selezionare l'accesso ai diritti politici a tali individui.
È inoltre evidente una esplicita critica alle "democrazie del XX secolo" che, secondo il romanzo, sono cadute perché "la gente è stata illusa di poter semplicemente votare per qualsiasi cosa volesse... e di poterlo ottenere senza fatica, né sudore, né lacrime". Il personaggio del colonnello Dubois, generalmente ritenuto la voce di Heinlein, bolla come irrealistico il famoso passaggio della Dichiarazione di indipendenza degli Stati Uniti d'America riguardo agli inalienabili diritti "alla vita, alla libertà e alla ricerca della felicità". Nessuno può impedire la ricerca della felicità, ma il Professor Dubois asserisce che i diritti alla vita e alla libertà siano tutt'altro che inalienabili: essi sussistono soltanto se sono attivamente conquistati, coltivati e difesi, spesso a prezzo di grandi sofferenze e sacrifici.
Critiche analoghe vengono rivolte al Comunismo e alla tecnocrazia ("il governo dei cervelloni"), che non assicura automaticamente la responsabilità civile di coloro che aspirano alle cariche pubbliche.
Il crimine è presentato come un fenomeno ormai raro e appartenente al passato, notevolmente ridotto dall'uso di punizioni corporali ("punizioni insolite", cfr. 8° emendamento). La fustigazione sotto controllo medico, applicata anche in ambito scolastico, ha soppiantato le pene detentive ed è caratterizzata da un limitato stigma sociale per chi vi incappi. Il dolore fisico, secondo l'autore, è il meccanismo di difesa naturale, sviluppato in milioni di anni di evoluzione, che rende consapevole l'individuo della propria condotta quale rischio per la propria sopravvivenza: l'autore denuncia come irrazionale e "pseudo-scientifico" il rifiuto di avvalersi di tale meccanismo di difesa per educare alla "sopravvivenza sociale". La pena capitale, tramite impiccagione, è inflitta solo per i crimini gravissimi, talmente inumani che, secondo l'autore, la probabilità di dissuadere l'autore dal reiterarli è minima. La pena di morte sarebbe quindi un meccanismo di difesa sociale, tramite l'eliminazione dell'individuo fonte di pericolo. L'autore, diversamente da altri sostenitori della pena capitale, sembrerebbe escluderne l'efficacia come deterrente. L'ergastolo viene ritenuto un'inaccettabile e dispendiosa crudeltà.
L'esercizio del mantenimento dell'ordine è quindi intransigente ma non autoritario e secondo l'autore, citando testualmente, "essenzialmente benevolo negli intenti".

### Tecnologia
Nel romanzo la tecnologia, preponderante per la guerra, non è descritta in dettaglio ad eccezione delle astronavi e delle Tute Potenziate; Johnny Rico dispone di armamentario moderno per esempio armi atomiche portatili, ma per lo studio fa ricorso ai libri che potrebbero ancora essere cartacei.

#### Astronavi
Le astronavi descritte nel romanzo sono solo quelle militari in forze alla fanteria spaziale, pur essendo presenti accenni a navi da trasporto e da crociera. Le navi trasportano i fanti in orbita intorno al pianeta su cui verrà svolta la missione, per poi sparare delle capsule contenenti i fanti in tuta potenziata direttamente sulla superficie. Nei viaggi interstellari le navi sono spinte dall'ipotetica propulsione Čerenkov, che permetterebbe di viaggiare a una velocità superiore a quella della luce. In un passo è indicato come un'astronave con questo tipo di propulsione possa coprire la distanza tra il Sole e Capella in sei settimane. Nel libro la distanza indicata è di 46 anni luce, quindi la velocità sarebbe leggermente superiore a quella di un anno luce al giorno.
Heinlein non scende nei dettagli sulla tecnologia: l'idea alla base della propulsione non è spiegata, come non è specificato il sistema con cui viene generata la gravità artificiale a bordo dei trasporti.
Le astronavi militari sono prevalentemente pilotate da donne, considerate maggiormente dotate di capacità di calcolo, immaginato probabilmente manuale e senza computer.

#### Tuta potenziata

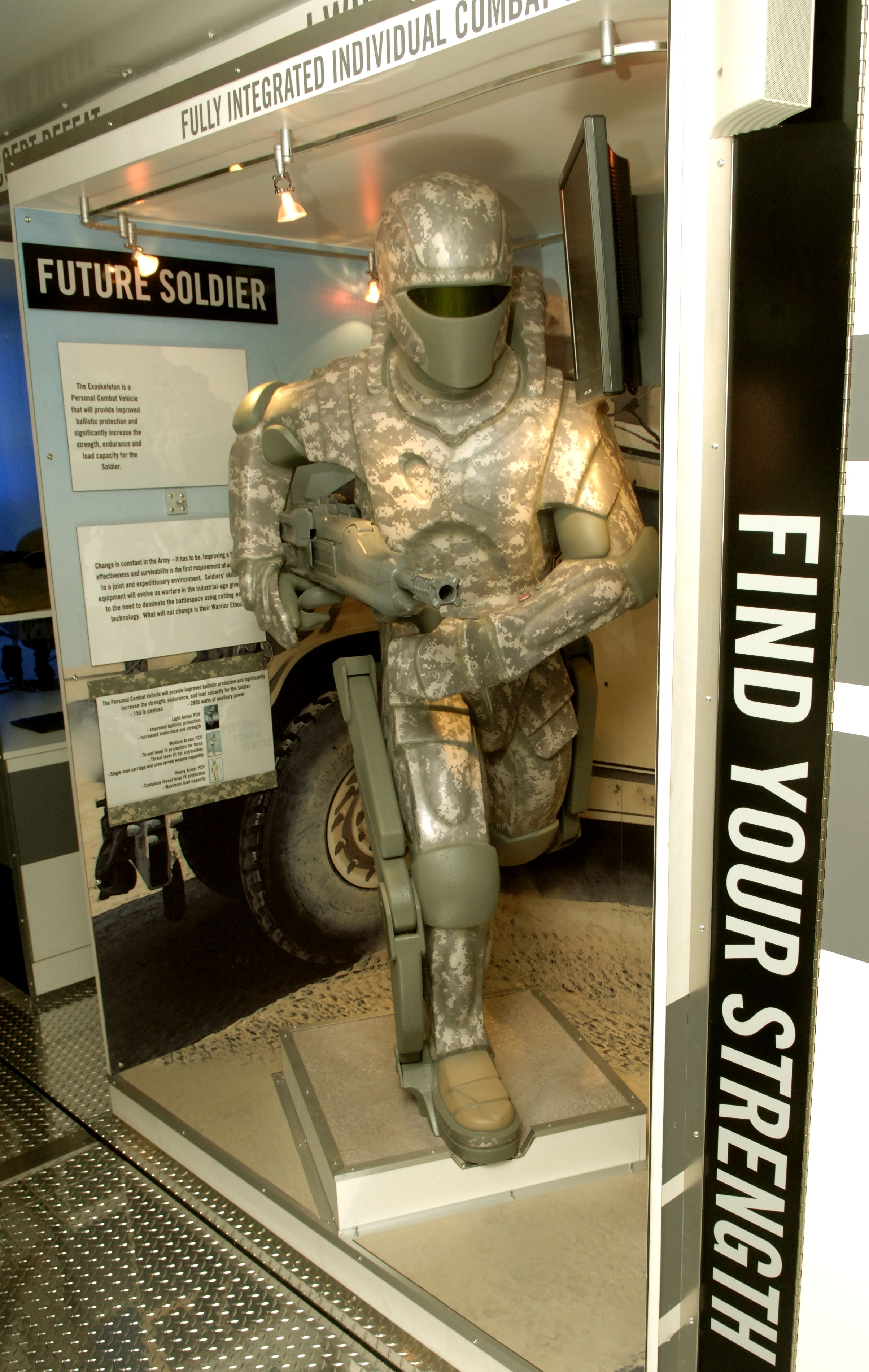
Un esempio di tuta potenziata, un concetto reso popolare dal romanzo

Al centro della storia c'è la "tuta potenziata". Questo strumento è descritto come un enorme scafandro, utilizzabile anche come tuta spaziale, che permette al fante spaziale di essere lanciato sul campo di battaglia (un pianeta) dallo spazio. Le tute hanno dei sensori di vario genere, ed il casco è dotato di "visualizzatori" o display perché il fante possa leggere in tempo reale informazioni necessarie ed avere al contempo una più efficace visuale radar o infrarossa, permettendo così di poter operare in situazioni diverse, ad esempio di notte. Il casco permette un puntamento più accurato dell'arma in uso. Durante un'esercitazione simulata, infatti, il protagonista ricorre ad un puntamento a vista, cagionando la morte virtuale di un suo compagno e subendo un'autentica punizione corporale.
La tuta non deve essere pilotata, in quanto amplifica i movimenti di chi la indossa, permettendo ad esempio di compiere salti molto alti, oltre alla possibilità di volare per brevi distanze grazie alla spinta di razzi. La tuta può essere anche equipaggiata con diversi tipi di armi, dai lanciafiamme fino alle armi atomiche.

## Opere derivate

### Filmografia
Dal romanzo è stata liberamente tratta una serie di film live-action a partire dal 1997, il primo dei quali ha avuto un buon riscontro commerciale:
- Starship Troopers - Fanteria dello spazio (Starship Troopers), regia di Paul Verhoeven (1997).
- Starship Troopers 2 - Eroi della federazione (Starship Troopers 2: Hero of the Federation), regia di Phil Tippett (2004).
- Starship Troopers 3 - L'arma segreta (Starship Troopers 3: Marauder), regia di Edward Neumeier (2008).

### Animazione
- Uchū no Senshi (宇宙の戦士?, Uchū no Senshi), serie OAV giapponese (1988)
- Roughnecks: Starship Troopers Chronicles, serie televisiva animata statunitense (1999).
- Starship Troopers - L'invasione, regia di Shinji Aramaki (2012), film animato per il mercato home video che riprende la storia dal primo film senza tenere in considerazione i due seguiti.
- Starship Troopers - Attacco su Marte (Starship Troopers - Traitor of Mars), regia di Shinji Aramaki e Masaru Matsumoto (2017). Seguito di Starship Troopers - L'invasione.

### Giochi
- Starship Troopers della Avalon Hill del 1976
- Starship Troopers - The Roleplaying game, gioco di ruolo della Mongoose Publishing del 2005, basato su elementi del romanzo, della serie animata e del film.
- Starship Troopers: The Miniatures Game, wargame tridimensionale della Mongoose Publishing del 2005, basato su elementi del romanzo, della serie animata e del film.

### Videogiochi
Due videogiochi sono ispirati alla trasposizione cinematografica:
- Starship Troopers, sparatutto
- Starship Troopers: Terran Ascendancy, gioco di strategia

## Opere ispirate

### Animazione
- Gundam (ガンダム?, Gandamu), franchise di anime giapponese (1979), considerato il capostipete del filone real robot nelle storie mecha nipponiche

### Edizioni
- (EN) Robert Heinlein, Starship Soldier (prima di due parti), in Fantasy & Science Fiction, vol. 17, n. 4, ottobre 1959,  pp. 104-162. Ospitato su Internet Archive.
- (EN) Robert Heinlein, Starship Soldier (seconda e ultima parte), in Fantasy & Science Fiction, vol. 17, n. 5, novembre 1959,  pp. 51-94. Ospitato su Internet Archive.
- Robert Heinlein, Fanteria dello spazio (edizione non integrale, mancano passi importanti), traduzione di Hilja Brinis, collana Urania n° 276, Arnoldo Mondadori Editore, 1962,  p. 164.
- Robert Heinlein, Fanteria dello spazio, collana Classici Urania n° 35, Arnoldo Mondadori Editore, 1980.
- Robert Heinlein, Fanteria dello spazio, traduzione di Hilja Brinis, collana Oscar Bestsellers n° 498, Arnoldo Mondadori Editore, 1992,  p. 304, ISBN 88-04-39819-1.
- Robert Heinlein, Fanteria dello spazio (traduzione rivista e integrata), traduzione di Hilja Brinis, collana Urania Collezione n° 17, Arnoldo Mondadori Editore, 2004,  p. 356, ISSN 1721-6427 (WC · ACNP).
- Robert Heinlein, Starship Troopers, traduzione di Hilja Brinis, collana Piccola Biblioteca Oscar n° 577, Arnoldo Mondadori Editore, 2008,  p. 342, ISBN 978-88-04-55615-2.
- Robert Heinlein, Starship Troopers, traduzione di Hilja Brinis, collana "I miti", Arnoldo Mondadori Editore, 2022,  p. 400, ISBN 978-8804755166.

### Fonti critiche
- (EN) Alexei Panshin, IV. THE PERIOD OF ALIENATION - 2. 1959, in Heinlein in dimension, Chicago, Advent:Publishers Inc, aprile 1968. URL consultato il 20 dicembre 2024.
- (EN) James Daniel Gifford, The New Heinlein Opus List, in Robert A. Heinlein: A Reader's Companion (PDF), Nitrosyncretic Press, 2000, ISBN 978-0-9679874-1-5. URL consultato il 20 dicembre 2024.
- (EN) Robert A. Heinlein, Expanded Universe, New York City, New York, US, Baen, 2003, ISBN 0-7434-7159-8, OCLC 223822885.
- (EN) M. Keith Booker e Anne-Marie Thomas, The Science Fiction Handbook, Singapore, John Wiley & Sons, 2009, ISBN 9781405162067. URL consultato il 17 dicembre 2024 (archiviato il 13 marzo 2023).